# نادي بالا تاون
نادي بالا تاون هو نادي كرة قدم في ويلز تأسس في 1880 يقع في بالا. يلعب في الدوري الويلزي الممتاز. يدربه كولين كيتون.

## وصلات خارجية
- الموقع الرسمي